# Kim Mi-soo
Kim Mi-soo (김미수?, Kim Mi-suLR, Kim Mi-suMR; Seul, 16 marzo 1992 – Seul, 5 gennaio 2022) è stata un'attrice e modella sudcoreana.
È morta improvvisamente il 5 gennaio 2022, all'età di 29 anni.

## Filmografia

### Cinema
- Lipstick Revolution (2018)
- Memories, regia di Lee Soo-Sung (2019)
- Kyungmi's World, regia di Koo Ji-hyun (2019)
- Bang-beop: Jaechaeui, regia di Kim Yong-wan (2021)

### Televisione
- JTB Drama Festa (JTBC 드라마페스타?) – serie TV (2019) – Episodio: Human Luwak
- Hi Bye, Mama! (하이바이, 마마!?) – serie TV (2020)
- Chulsapyo (출사표?) – serie TV (2020)
- The School Nurse Files (보건교사 안은영?) – serie TV (2020)
- Drama Special (드라마 스페셜?) – serie TV – Episodio: One Night (2020)
- Yumi's Cells (유미의 세포들?) – serie TV (2021)
- Hellbound (지옥?) – serie TV (2021)
- Snowdrop (설강화?) – serie TV (2021-2022)
- Kiss Sixth Sense (키스 식스 센스) – serie TV (2022)